# Сан Феделе-Лузињано (Савона)
Сан Феделе-Лузињано је насеље у Италији у округу Савона, региону Лигурија.
Према процени из 2011. у насељу је живело 1585 становника. Насеље се налази на надморској висини од 16 м.